# 15841 Yamaguchi
15841 Yamaguchi este un asteroid din centura principală de asteroizi.

## Descriere
15841 Yamaguchi este un asteroid din centura principală de asteroizi. A fost descoperit pe 27 iulie 1995 la Kuma Kogen de Akimasa Nakamura. Asteroidul prezintă o orbită caracterizată de o semiaxă mare de 3,14 ua, o excentricitate de 0,32 și o înclinație de 20,3° în raport cu ecliptica.